# 北東インド

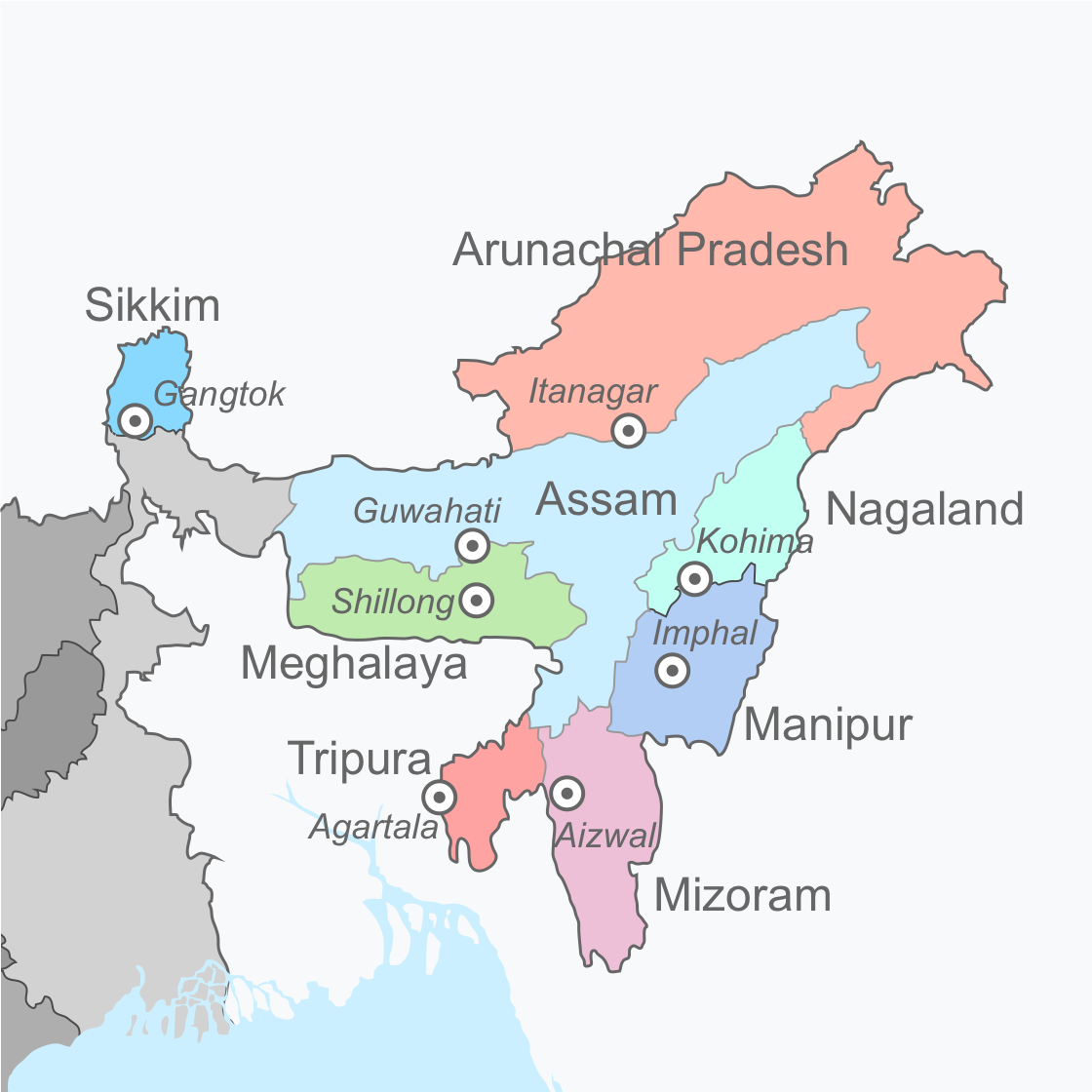
北東インドは8州からなる。

インド政府内務省が定める六地域の内の北東インド（右上の紫色の地域）。

北東インド (ほくとうインド、英語: Northeast India、ヒンディー語:पूर्वोत्तर भारत、ベンガル語:উত্তর-পূর্ব ভারত、アッサム語:উত্তৰ-পূব ভাৰত、マニプリ語:ꯑꯋꯥꯡ ꯅꯣꯡꯄꯣꯛ ꯏꯟꯗꯤꯌꯥ）は、インド政府内務省が定めているインドの六地域の一つで、同国の北東地域にある8州を指す。

## 概要
北東インドには、アルナーチャル・プラデーシュ州、アッサム州、マニプル州、メーガーラヤ州、ミゾラム州、ナガランド州、トリプラ州、シッキム州の8州が属していて、インド内務省北東地域会議（North Eastern Zonal Council）が地域の発展、融和、協力を目指して管轄する。
北東インドは1972年にナガランド州シロンで7州として始まり、当時は「七姉妹」とよばれており、アッサム州のグワーハーティーが中心都市になっている。2002年にシッキム州が加わって8州となった。
この地域は中国、ミャンマー、バングラデシュなどとの国境を抱えていて、多民族が暮らしており、様々な問題をかかえている。

## 言語
インドで話される400以上の言語のうち、約半数が北東インドに分布するとされる。北東インドに見られる言語系統は以下の通りである。
- インド・ヨーロッパ語族
  - インド・アーリヤ諸語（アッサム語、ベンガル語等）
- チベット・ビルマ諸語 (シナ・チベット語族)
  - サル語支（ボド語、ガロ語等）
  - クキ・チン諸語、ナガ諸語
  - タニ諸語（英語版）
- アルナーチャルの孤立した言語および独立語族
- オーストロアジア語族
  - カシ語など
- タイ諸語

北東インドにおいて言語数が最も多いのはチベット・ビルマ諸語であるが、話者数が一番多いのはインド・アーリヤ諸語である。

## 宗教
| 州                           | ヒンドゥー教 | イスラム教 | キリスト教 | 仏教    | ジャイナ教 | シク教 | その他の宗教 | 無宗教 |
| ---------------------------- | ------------ | ---------- | ---------- | ------- | ---------- | ------ | ------------ | ------ |
| アルナーチャル・プラデーシュ | 401,876      | 27,045     | 418,732    | 162,815 | 771        | 3,287  | 362,553      | 6,648  |
| アッサム                     | 19,180,759   | 10,679,345 | 1,165,867  | 54,993  | 25,949     | 20,672 | 27,118       | 50,873 |
| マニプル                     | 1,181,876    | 239,836    | 1,179,043  | 7,084   | 1,692      | 1,527  | 233,767      | 10,969 |
| メガラヤ                     | 342,078      | 130,399    | 2,213,027  | 9,864   | 627        | 3,045  | 258,271      | 9,578  |
| ミゾラム                     | 30,136       | 14,832     | 956,331    | 93,411  | 376        | 286    | 808          | 1,026  |
| ナガランド                   | 173,054      | 48,963     | 1,739,651  | 6,759   | 2,655      | 1,890  | 3,214        | 2,316  |
| シッキム                     | 352,662      | 9,867      | 60,522     | 167,216 | 314        | 1,868  | 16,300       | 1,828  |
| トリプラ                     | 3,063,903    | 316,042    | 159,882    | 125,385 | 860        | 1,070  | 1,514        | 5,261  |
| 合計                         | 24,726,344   | 11,466,329 | 7,893,055  | 627,527 | 33,244     | 33,645 | 903,545      | 88,499 |

## 参照項目
インド内務省が定めるインドの六地域：
- 北インド
- 中央インド
- 西インド (West India)
- 南インド
- 東インド
- 北東インド（このページ）